# Anelaphus debilis
Anelaphus debilis es una especie de escarabajo longicornio del género Anelaphus, categorizada en la tribu Elaphidiini, de la subfamilia Cerambycinae. Fue descrita por LeConte en 1854.

## Descripción
Mide 10-17 mm de longitud.

## Distribución
Se distribuye por Estados Unidos, Honduras y México.